# Río Cotahuasi
Der Río Cotahuasi ist der etwa 160 km lange linke Quellfluss des Río Ocoña, eines Zuflusses des Pazifischen Ozeans im Südwesten von Peru in der Region Arequipa. Er trägt im Ober- und Mittellauf abschnittsweise folgende Bezeichnungen: Quebrada Huanso, Río Compepata, Río Cuspa und Río Huarcaya.

## Flusslauf
Der Río Cotahuasi entspringt im äußersten Nordosten der Provinz La Unión an der Südwestflanke des 5430 m hohen vergletscherten Waytani. Dieser gehört zur Cordillera Huanzo, die Teil der peruanischen Westkordillere ist. Der Río Cotahuasi fließt anfangs 6 km in Richtung Westsüdwest und durchfließt den See Laguna Huanso. Anschließend durchquert er in überwiegend südsüdwestlicher Richtung die Provinz La Unión. Er passiert bei Flusskilometer 63 die am linken südlichen Flussufer gelegene Provinzhauptstadt Cotahuasi. Schließlich trifft der Río Cotahuasi auf den von Nordwesten heranströmenden Río Marán und vereinigt sich mit diesem zum Río Ocoña.

## Einzugsgebiet
Das Einzugsgebiet des Río Cotahuasi umfasst eine Fläche von 4405 km². Es ist weitgehend deckungsgleich mit der Provinz La Unión. Außerdem umfasst es das Schutzgebiet Reserva Paisajística Subcuenca del Cotahuasi. Im Norden wird das Einzugsgebiet von der Gebirgskette Cordillera Huanzo begrenzt. An der südöstlichen Grenze des Einzugsgebietes erheben sich die Vulkane Firura (5498 m) und Solimana (6093 m).

## Nebenflüsse
Bedeutende Nebenflüsse des Río Cotahuasi sind:
- km 112 rechts: Río Aguas Calientes (Länge: 26,9 km; Einzugsgebiet: 332 km²)[1]
- km 105 rechts: Río Guanacomarca (Länge: 21,5 km; Einzugsgebiet: 218 km²)[1]
- km 90 links: Río Sumana (Länge: 54,3 km; Einzugsgebiet: 770 km²)[1]
- km 60 rechts: Río Pampamarca (Länge: 55,5 km; Einzugsgebiet: 657 km²)[1]